# 요코카와역
요코카와역(일본어: 横川駅)은 일본 군마현 안나카시에 있는 동일본 여객철도 신에쓰 본선의 철도역이다. 상대식 승강장 1면 2선의 구조를 지닌 지상역이자, 신에쓰 본선 다카사키 방면의 종착역이다.

## 타는 곳
| 1 · 3 | ■ 신에쓰 본선 |  | 이소베 · 안나카 · 다카사키 방면 |

## 이용 현황
| 연도     | 이용 현황 |
| 2000년도 | 382       |
| 2001년도 | 344       |
| 2002년도 | 337       |
| 2003년도 | 317       |
| 2004년도 | 305       |
| 2005년도 | 314       |
| 2006년도 | 262       |
| 2007년도 | 316       |
| 2008년도 | 313       |
| 2009년도 | 278       |
| 2010년도 | 269       |
| -------- | --------- |

## 역 주변
- 국도 제18호선
- 우스이 고개 철도 문화마을(ja)

## 사진

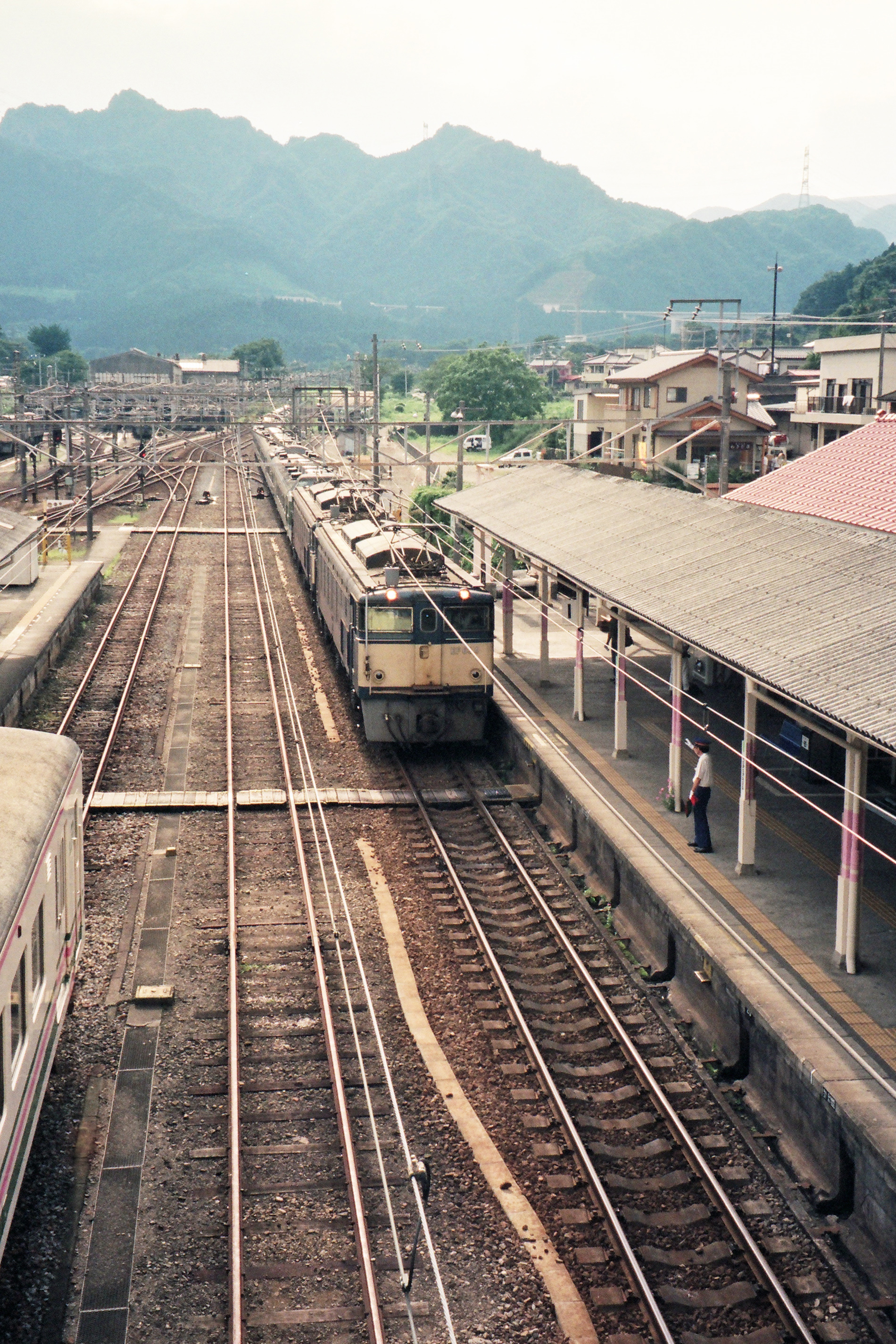
가루이자와에서 우스이고개를 넘어서 요코카와 역에 들어오는 열차. 1997년 7월 16일 촬영.
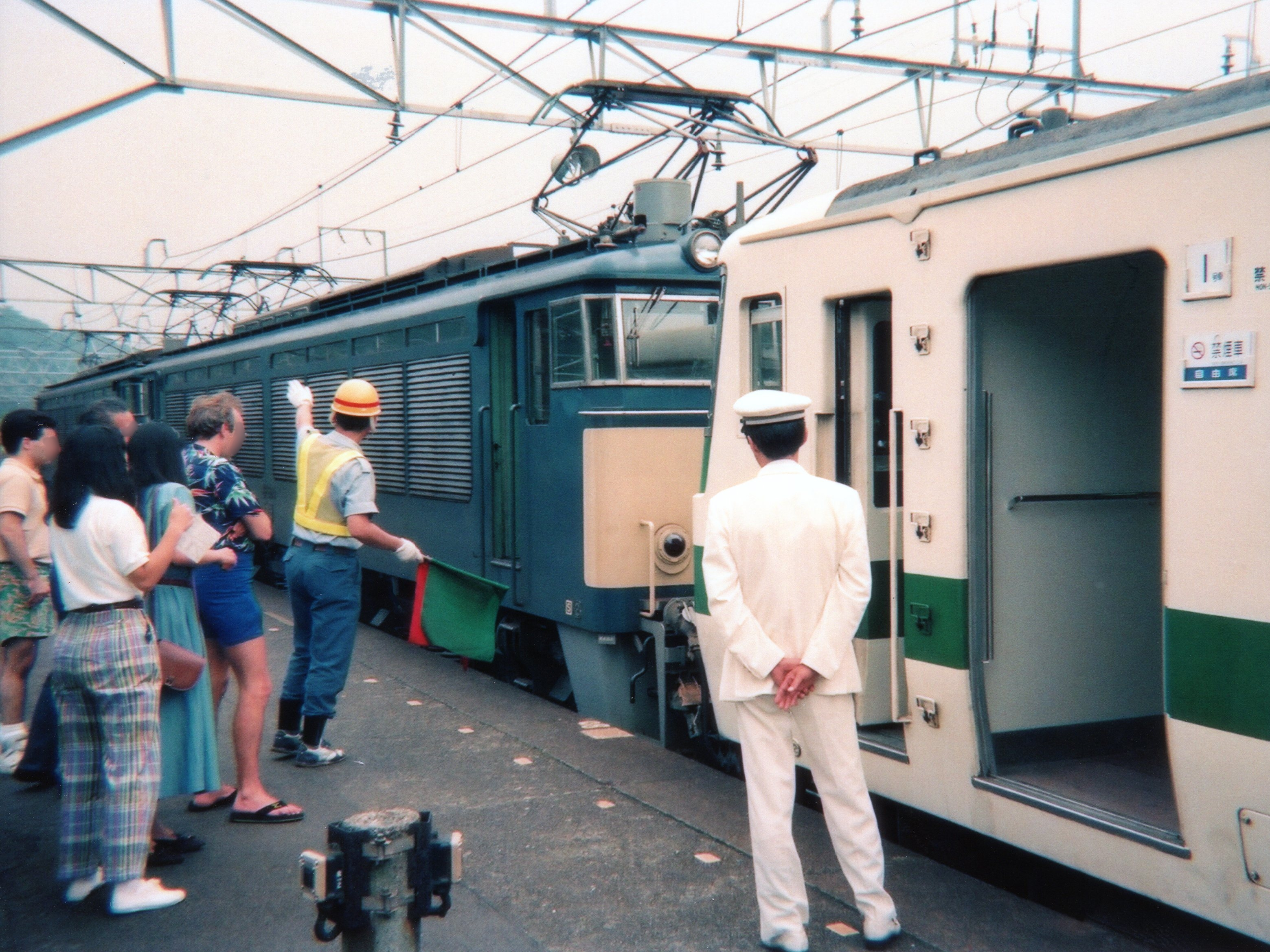
185계 전동차에 EF63 기관차가 병결하는 모습. 1991년 촬영.
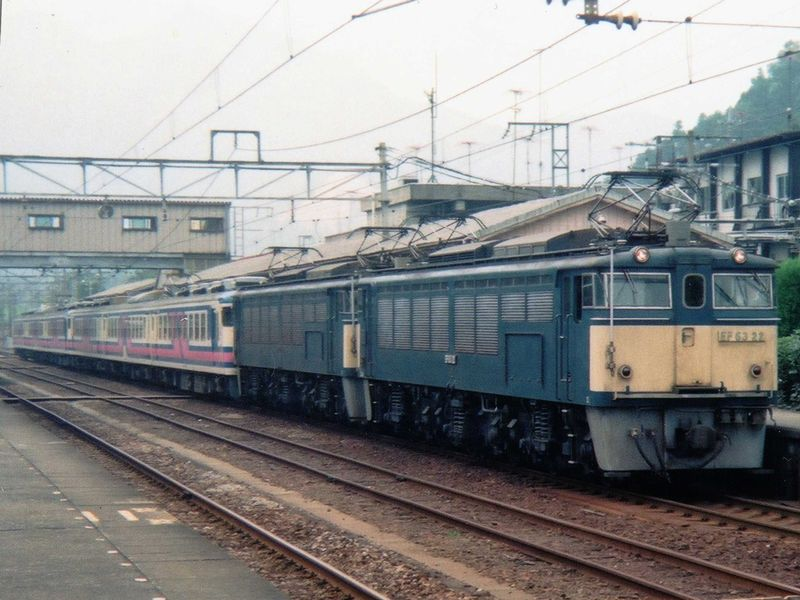
165계 전동차에 EF63 기관차가 병결된 모습. 1991년 촬영.
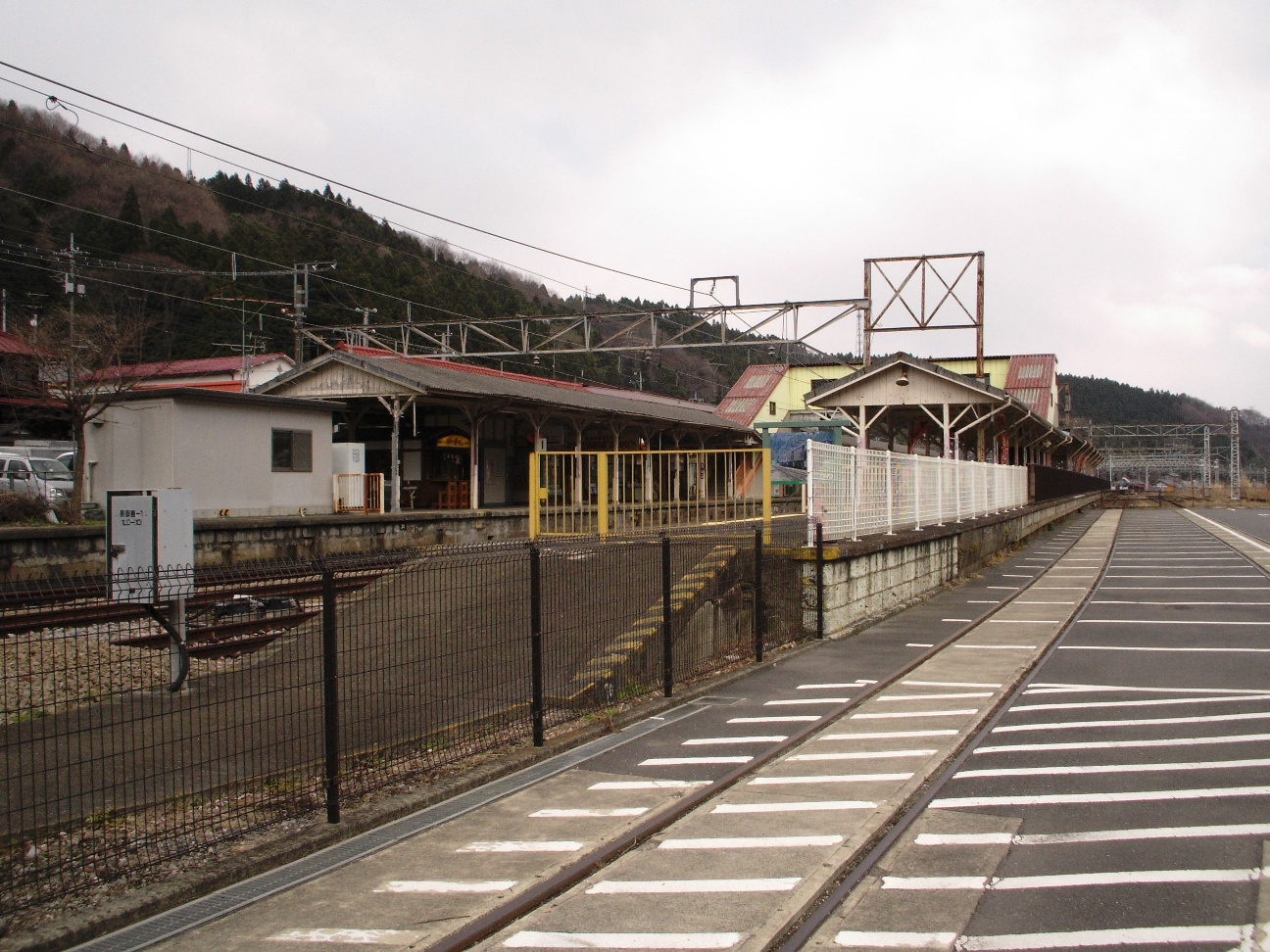
요코카와 역 승강장. 2007년 촬영.

## 인접 정차역
| 동일본 여객철도 신에쓰 본선 | 동일본 여객철도 신에쓰 본선 | 동일본 여객철도 신에쓰 본선 |
| --------------------------- | --------------------------- | --------------------------- |
| 니시마쓰이다 다카사키 방면  | ■ 신에쓰 본선               | 시·종착역                   |